# Arnaut Danjuma
Arnaut Danjuma (neerlandès: Arnaut Groeneveld)  (Lagos, 31 de gener de 1997) és un futbolista professional neerlandès d'origen nigerià que juga com a volant al Valencia CF. És internacional amb la selecció neerlandesa.
Després de jugar un partit amb el Jong PSV a l'Eerste Divisie, va jugar al NEC a l'Eredivisie i a l'Eerste Divisie, al Club Brugge a la Primera Divisió A belga i a l'AFC Bournemouth a la Premier League i al Campionat EFL. Va fitxar pel Vila-real CF per uns 25 milions d'euros estimats el 2021, club que en posseeïx els drets i que el va cedir tres temporades consecutives: al Tottenham Hotspur FC, a l'Everton FC.
Nascut a Nigèria i criat principalment als Països Baixos, Danjuma va jugar el seu primer partit amb la selecció neerlandesa l'octubre del 2018.

## Carrera de club

### Carrera inicial
Danjuma va néixer a Lagos, Nigèria, de pare neerlandès i mare nigeriana. Després del divorci dels seus pares, va quedar breument sense llar i va passar temps en acollida. Es va incorporar al PSV l'any 2008 procedent del TOP Oss; va fer el seu debut com a professional amb el Jong PSV a l'Eerste Divisie el 7 de desembre de 2015 contra el NAC Breda, substituint Moussa Sanoh després de 65 minuts de derrota a casa per 3-0.
L'estiu de 2016, Danjuma va fitxar pel NEC on s'esperava que jugués amb el segon equip. El 10 de setembre va debutar i va debutar a l'Eredivisie contra el seu antic club PSV; va ser substitut al minut 85 de Reagy Ofosu en una derrota a casa per 4-0. En 16 aparicions en la seva primera temporada, va marcar una vegada per obrir una victòria per 2-0 a SC Heerenveen l'últim dia de la temporada; l'equip va baixar als playoffs.

### Club Brugge
El juliol de 2018, Danjuma va fitxar pel Club Brugge. Va debutar el 22 de juliol a la Supercopa de Bèlgica del 2018, ajudant el seu equip a guanyar per 2-1 contra l'Standard Lieja. El 3 d'octubre, va marcar un gol contra l'Atlètic de Madrid en una derrota per 3-1 a la fase de grups de la Lliga de Campions. En la seva única temporada completa a la Primera Divisió A belga, va marcar cinc gols, començant amb dos en una victòria a casa per 3-0 contra el Kortrijk el 10 d'agost.

### AFC Bournemouth
L'1 d'agost de 2019, Danjuma va fitxar pel club de la Premier League AFC Bournemouth per una quota de 13,7 milions de lliures, signant un contracte a llarg termini. Va debutar contra el Burton Albion a la tercera ronda de la Copa EFL el 25 de setembre, com a substitut al minut 61 de Dominic Solanke en una derrota per 2-0 fora de casa; el seu primer gol va ser en una victòria per 3-2 contra el Blackburn Rovers el 12 de setembre de 2020.
Després de fer deu gols en un mes, Danjuma va rebre el premi al jugador del mes del campionat de l'abril de 2021. Va ser guardonat amb el premi al Jugador de l'Any del Bournemouth després de rebre el 40% dels vots dels seguidors, superant per poc Asmir Begović que tenia el 38% dels vots.

### Vila-real
El 19 d'agost de 2021, Danjuma va fitxar pel club de la primera divisió Vila-real per una quantitat que es creu que rondava els 25 milions d'euros, signant un contracte fins al juny de 2026. Va marcar el seu primer gol amb el club en un empat 1-1 amb el vigent campió de la lliga l'Atlètic de Madrid el 29 d'agost, i el seu primer gol a la UEFA Champions League en un empat 2-2 contra l'Atalanta el 14 de setembre. El 19 de febrer de 2022, va marcar un hat-trick en una victòria per 4-1 a la Lliga contra el Granada; Dos mesos més tard va aportar els dos gols d'una victòria a casa contra el rival regional València CF.
Danjuma va marcar sis gols a la Lliga de Campions en la seva primera temporada al Vila-real. El seu doblet en una victòria per 3-2 a l'Atalanta el 9 de desembre va situar l'equip als vuitens de final com a subcampió de grup. El 6 d'abril de 2022, va marcar l'únic gol contra el Bayern de Múnic a l'Estadi de la Ceràmica a l'anada dels quarts de final; es va perdre el partit de tornada de l'eliminació de la semifinal del Liverpool FC per una lesió muscular.

## Internacional
Danjuma va néixer a Nigèria fill de pare neerlandès i mare nigeriana, i era elegible per a qualsevol dels equips nacionals. Va ser convocat per primera vegada per a la selecció holandesa per Ronald Koeman l'octubre de 2018. Va debutar-hi el 13 d'octubre en una victòria a casa de la UEFA Nations League per 3-0 davant Alemanya, com a substitut al minut 68 de l'antic company del Jong PSV Steven Bergwijn. Tres dies després, va marcar el seu primer gol internacional per empatar en un amistós 1-1 davant la seva veïna Bèlgica.
Després de gairebé tres anys sense ser convocat, Danjuma va tornar a l'equip com a substitut de Cody Gakpo. L'11 d'octubre de 2021 en una eliminatòria per a la Copa del Món de la FIFA 2022 a casa contra Gibraltar, va sortir de la banqueta i va marcar en una victòria per 6-0.

## Palmarès
Club Brugge
- Supercopa de Bèlgica: 2018[7]

Individual
- Jugador del mes del campionat: abril de 2021[13]
- Jugador de l'any de l'AFC Bournemouth: 2020-21[14]